# Mistrz Haftowanego Listowia
Mistrz Haftowanego Listowia (nl: Meester van het Geborduurd Gebladerte) – flamandzki malarz aktywny w Brukseli w latach 1480-1500.
W 1926 roku, niemiecki historyk sztuki, Max Jakob Friedländer, z licznych anonimowych obrazów przedstawiających Madonnę z Dzieciątkiem, wyodrębnił część, mającą podobnie wykonane roślinne elementy ozdobne, występujące w scenerii pejzażowej; wyróżniały się sposobem malowania roślin - przenoszonych z wzorników, z charakterystycznymi kreseczkami rozbieleń, przypominającymi nitki haftu. Te cechy pozwoliły na nadanie anonimowemu artyście lub zespołowi artystów wspólne miano Mistrza Haftowanego Listowia.
Styl Mistrza Haftowanego Listowia nawiązywał do tradycji malarskiej Hugo van der Goesa oraz Gerarda Davida ale głównie do prac Rogera van der Weydena; niektóre "Madonny" anonimowego mistrza były kopią prac Weydena (Madonna Durán). Obecnie znanych jest przynajmniej sześć wersji Madonny z Dzieciątkiem: trzy z nich znajdują się w Stanach Zjednoczonych, w Philadelphia Museum of Art, Minneapolis Institute of Art i Clark Art Institute a pozostałe w muzeach Europejskich w Brugii, Paryżu i Lille.